# ウィリアム・レッグ (初代ダートマス伯爵)

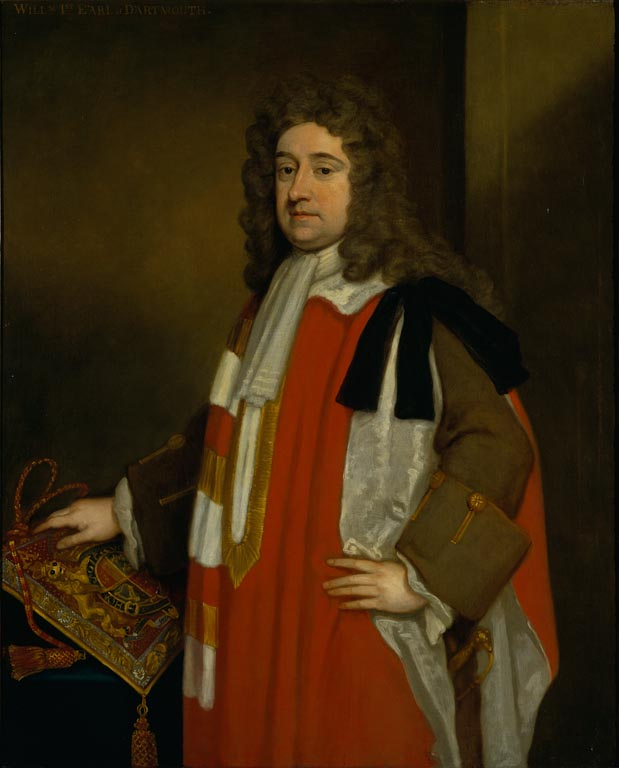
ゴドフリー・ネラーによる肖像画。

初代ダートマス伯爵ウィリアム・レッグ（英語: William Legge, 1st Earl of Dartmouth, 1672年10月14日 - 1750年12月15日）は、イギリスの貴族、政治家。イングランド貴族（後にグレートブリテン貴族）。

## 生涯
初代ダートマス男爵ジョージ・レッグと妻バーバラ（Barbara、旧姓アーチボルド（Archbold）、1650年ごろ – 1718年1月28日、サー・ヘンリー・アーチボルドの娘）の息子として、1672年10月14日に生まれた。ウェストミンスター・スクールで教育を受けた後、1688年にケンブリッジ大学キングス・カレッジに入学、1689年にM.A.の学位を修得した。1691年10月25日に父が死去すると、ダートマス伯爵位を継承した。
1702年6月18日、枢密顧問官に任命された。1702年6月から1710年6月まで商務・植民地庁委員を務めた後、1710年6月から1713年8月まで南部担当国務大臣を務め、1710年から1713年までスコットランド共同王璽尚書（en）を務めた。1711年9月5日、グレートブリテン貴族であるダートマス伯爵およびケント州におけるルイシャム子爵に叙された。1713年8月に王璽尚書に転任し、1714年9月まで務めた。アン女王の死後、1714年8月1日から9月18日までLord Justiceを務めた。新しく即位したジョージ1世が即座にダートマス伯爵を王璽尚書から更迭、ダートマス伯爵は枢密顧問官も再任しなかった。
ダートマス卿は政治的には穏健派の立場にあり、トーリー党員であったがホイッグ党の穏健派と協力することもできる姿勢を見せていた。やはり穏健派であったロバート・ハーレーに目をかけられ、ハーレーの失脚後も忠実な友であり続けた。アン女王の信頼も得ており、女王はダートマス伯爵のことを「正直者（an honest man）」と評していた。大臣としてのダートマス伯爵は敏腕には程遠かったが、能力と熱心な働きぶりには定評があった。率直な物言いでも知られたが、他方では外国の大使たちが「煉瓦の壁から情報をとる方がよっぽど簡単だ」と嘆くほど、口は固かった。私生活では、自分の言った冗談で笑うことを好み、「道化者（the Jester）」と渾名が付けられていた。
ダートマス卿はサンドウェル・バレーにあった屋敷サンドウェル・ホール（Sandwell Hall：現存しない）に家族と共に住んでいた。
1750年12月15日にロンドンのブラックヒースで死去、長男ジョージに先立たれていたため孫ウィリアムが爵位を継いだ。

## 家族
1700年7月18日、アン・フィンチ（Anne Finch、1751年11月30日没、初代エイルズフォード伯爵ヘニッジ・フィンチの娘）と結婚、6男2女をもうけた。
- ジョージ（1704年? – 1732年9月29日） - 1722年3月22日、エリザベス・ケイ（Elizabeth Kaye、1707年ごろ – 1745年4月21日、第3代準男爵サー・アーサー・ケイ（英語版）の娘）と結婚、子供あり。第2代ダートマス伯爵ウィリアム・レッグの父[1][6]
- ヘニッジ（1704年3月 – 1759年8月30日） - 裁判官。1740年、キャサリン・フォッグ（Catherine Fogg、1759年11月25日没、ジョナサン・フォッグの娘）と結婚、子供あり[7][8]
- ウィリアム - 早世[9]
- ヘンリー（1708年5月29日 – 1764年8月23日） - 政治家、外交官。下級海軍卿、財務大臣などを歴任。1750年8月29日、メアリー・ストール（第4代ストール男爵エドワード・ストールの娘）と結婚、子供あり[10]
- バーバラ（1765年10月29日没） - 1724年7月27日、第5代準男爵サー・ウォルター・ワグスタッフ・バゴット（英語版）と結婚、子供あり[11]
- エドワード（1710年ごろ – 1747年9月19日） - 海軍軍人。死後に庶民院議員に当選したことで知られる[12]
- ロバート - 早世[9]
- アン（1740年7月没） - 1739年10月、第5代準男爵サー・リスター・ホルトと結婚、子供なし[13]